# Экономика Федеративных Штатов Микронезии
Экономика Микронезии в основном базируется на сельском хозяйстве; 60 % трудоспособного населения занимается сельскохозяйственной деятельностью. В стране преобладает традиционное хозяйство полунатурального типа, где в основном используется ручной труд.
Согласно условиям Договора о свободной ассоциации , США предоставили Микронезии около 2 миллиардов долларов в виде грантов и услуг с 1986 по 2001 год. Финансовые условия Договора пересматриваются на период продления. В 2001 году США предоставили более 84 миллионов долларов — сумму, эквивалентную более чем одной трети ВВП Микронезии, — плюс более 20 миллионов долларов через другие федеральные программы. Общий объём официальной помощи в целях развития из всех источников в 2001 году составил более 100 миллионов долларов, из которых почти 90 % поступило из США.

## Отрасли
Рыбная промышленность очень важна для страны. Иностранные компании платят более 20 млн долларов ежегодно за право работать в территориальных водах Микронезию. Эти лицензионные сборы составляют почти 30 % доходов внутреннего бюджета. Кроме того, экспорт морской продукции, в основном реэкспорт рыбы в Японию, составляет почти 85 % экспортной выручки.
Туризм затруднён из-за отсутствия инфраструктуры. Микронезия может предложить иностранным туристам подводное плавание с аквалангом в каждом штате, места сражений Второй мировой войны и древний разрушенный город Нан-Мадол на Понпеи. Ежегодно острова посещают около 15 000 туристов. Азиатский банк развития определил туризм как одну из самых потенциальных развивающихся отраслей экономики
Земледелие — это в основном натуральное хозяйство, и его важность снижается. Основные культуры — кокосы, бананы, орехи бетель, маниока и сладкий картофель. Менее 10 % официальной рабочей силы и менее 7 % экспортной выручки приходится на сельскохозяйственный сектор. Производственная деятельность скромная, в основном это швейная фабрика на Япе и производство пуговиц из ракушек трохуса

## Налогообложение и торговля
Большой приток официальной помощи в Микронезию позволяет ему иметь значительный торговый дефицит и иметь гораздо меньшее налоговое бремя, чем в других государствах региона (11 % ВВП в Микронезии по сравнению с 18-25 % в других странах). Правительство также взяло займы под будущие выплаты по Соглашению в начале 1990-х годов, в результате чего внешний долг в 1997 году составил 111 миллионов долларов (более 50 % ВВП).
В Микронезии нет патентных законов .

## Статистика
ВВП: паритет покупательной способности — 277 миллионов долларов (оценка 2002 г.)
Примечание: ВВП дополняется грантовой помощью, в среднем около 100 миллионов долларов в год.
ВВП — реальные темпы роста: 1 % (оценка 2002 г.)
ВВП на душу населения: Паритет покупательной способности — $ 3 900 (оценка 2002 г.)
ВВП — состав по секторам: Сельское хозяйство: 47 %
промышленность: 10 %
услуги: 43 % (оценка 2010 г.)
Население за чертой бедности: 22,3 %
Доходы семей или доля потребления:
самые низкие 10 %: NA%
высокий 10 %: NA%
Уровень инфляции (потребительские цены): 2 % (2012 г.).
Рабочая сила: 37 410 (2000)
Рабочая сила — по роду занятий: две трети — государственные служащие.
Уровень безработицы: 15 % (оценка 2010 г.).
Бюджет:
доходы: 157,5 миллиона долларов (74 миллиона долларов за вычетом
расходов на гранты : 134 миллиона долларов; включая капитальные затраты в размере 17,9 миллиона долларов (оценка на 2005 финансовый год).
Отрасли: туризм, строительство, переработка рыбы, изделия ручной работы из ракушек, дерева и жемчуга.
Электроэнергия — производство: 261 млн кВтч (2010 г.)
Электроэнергия — потребление: 222 млн кВтч (2010 г.)
Электроэнергия — экспорт: 0 кВтч (2010 г.)
Электроэнергия — импорт: 0 кВтч (2010 г.)
Продукция сельского хозяйства: чёрный перец, тропические фрукты и овощи, кокосы, маниока (тапиока), сладкий картофель; свиньи, куры
Экспорт: 123 миллиона долларов (фоб, оценка 2000).
Статьи экспорта: рыба, одежда, бананы, чёрный перец.
Партнеры по импорту: США 32 %, Китай 16 %, Япония 14 %, Китайская Республика 9 %, Филиппины 6 %, Республика Корея 6 % (2019)
Импорт: 82,5 миллиона долларов США (оценка 2010 г.).
Импорт — товары: продукты питания, промышленные товары, машины и оборудование, напитки.
Партнеры по экспорту: Таиланд 73 %, Япония 10 %, Китай 9 % (2019)
Внешний долг: 44 миллиона долларов (оценка 2010 г.)
Получатель экономической помощи: 64 миллиона долларов (2010 г.); примечание — в соответствии с Соглашением о свободной ассоциации США предоставят 1,3 миллиарда долларов в виде грантовой помощи в период 1986—2001 гг.
Валюта: 1 доллар США (USD) = 100 центов.
Курсы обмена: используется валюта США.
Финансовый год: 1 октября — 30 сентября.